# 7,12-Dimethylbenzo(a)anthracen
7,12-Dimethylbenzo[a]anthracen, meist mit DMBA abgekürzt, ist ein polycyclischer aromatischer Kohlenwasserstoff (PAK). Der Grundkörper der Verbindung ist Benzo[a]anthracen. DMBA ist stark krebserregend, eines der potentesten Karzinogene und einer der stärksten krebserregenden polycyclischen aromatischen Kohlenwasserstoffe.
Es wird in der Onkologie zum Auslösen von Tumoren in Modellorganismen verwendet.

## Eigenschaften
DMBA bildet grünlich-gelbe Kristalle, die bei 122,5 °C schmelzen. Es ist ausgesprochen schlecht löslich in Wasser. Lediglich 0,055 mg lösen sich in einem Liter Wasser bei 24 °C. Der Oktanol-Wasser-Verteilungskoeffizient (log K) beträgt 5,70. DMBA ist sehr gut löslich in Aceton sowie in Benzol.

## Verwendung
Aufgrund seiner starken krebserzeugenden Wirkung gibt es keine technische Anwendung für DMBA. In der Onkologie ist es ein häufig verwendetes Standard-Karzinogen, um bei Modellorganismen maligne Tumoren zu erzeugen.
DMBA wird dabei im Organismus von den P450-Enzymen zu Metaboliten abgebaut, die mit der DNA Addukte bilden.
In den Modellorganismen können je nach Form der Applizierung Hautkrebs oder Brustkrebs erzeugt werden. Ebenso können Leukämien und Tumoren in anderen Organen induziert werden.

## Entdeckungsgeschichte
DMBA wurde erstmals 1938 von W. E. Bachmann und J. M. Chemerda synthetisiert. Die krebserregende Potenz von DMBA wurde im gleichen Jahr ebenfalls von W. E. Bachmann und Kollegen an der University of Michigan entdeckt. Sie stellten dabei fest, dass DMBA in Mäusen doppelt so schnell Tumoren induziert wie 3-Methylcholanthren. Bei Variationen am Benzo[a]anthracen-Grundkörper konnten sie erkennen, dass die 7,12-Position der Methylgruppen für eine hohe Kanzerogenität verantwortlich ist.